# Lawson Pursuit
Lawson Pursuit – niezrealizowany projekt amerykańskiego samolotu myśliwskiego z 1918.

## Historia
Około 1918 w Lawson Aircraft Corporation z Wisconsin powstał projekt jednosilnikowego, dwupłatowego samolotu myśliwskiego napędzanego silnikiem Hispano-Suiza 8 o mocy 180 KM. Według zachowanych informacji, miała być to całkowicie konwencjonalna jak na ówczesne czasy maszyna o rozpiętości skrzydeł wynoszącej 10 metrów i długości 5,79 metrów. Samolot najprawdopodobniej nie został zbudowany.